# SPECT
SPECT-skanning eller blot SPECT er en skanningsmetode i nuklearmedicin. Patienten indgives et radioaktivt sporstof, som afbildes med et gammakamera fra flere vinkler. Ud fra målingerne beregner en computer fordelingen af sporstof i patienten.

SPECT-skanning er en udvidelse af skintigrafi, som også kan optages med gammakamera. Forskellen er, at en skintigrafi kun måles langs én retning, f.eks. forfra/bagfra, mens SPECT måles langs flere forskellige retninger. En skintigrafi giver et plant billede, hvor man kan se hvordan sporstoffets i to dimensioner (2D), men ikke kan skelne dybden. Ved SPECT måles patienten fra flere forskellige vinkler, hvilket giver mere information, og SPECT-skanningen kan vises som et tredimensionelt billede (3D), eller som en serie af "snit" gennem patienten (tomografi). Forskellen mellem en skintigrafi og en SPECT-skanning svarer til forskellen mellem et røntgenbillede og en CT-skanning.
SPECT er et akronym for Single-Photon Emission Computed Tomography. Gammakameraet måler enkeltvis fotonerne, som udsendes (emitteres) fra patienten, og en computer beregner herudfra snitbilleder (tomografi).